# Боубелс
Боубелс (англ. Bowbells) — город США, город в штате Северная Дакота, административный центр округа Берк. По состоянию на 2013 год, численность населения составляла 387 человек.

## История
Город был основан в 1898 году в связи со строительством железной дороги, и был назван железнодорожными служителями в честь колоколов знаменитой лондонской церкви Сент-Мэри-ле-Боу.

## Географическое положение
Боубелс расположен в 20 км от границы Канады и США и в 84 км от города Майнот. Климат влажный континентальный, с жарким летом и холодной зимой.

## Население
Расовый состав согласно оценкам Бюро переписи населения США на 2010 год:
- белые - 95,8 %
- азиаты - 2,7 %
- латиноамериканцы − 0,6 %
- индейцев, алеутов и эскимосов - 0,6 %
- Две и более национальностей - 0,3 %

Гендерный состав 52,4 % мужчин и 47,6 % женщин. Средний возраст населения составляет 47,7 года.

## Образование и культура
| Управляющий орган                     | Бюджет     | Кол-во персонала | Кол-во учащихся | Количество учителей |
| ------------------------------------- | ---------- | ---------------- | --------------- | ------------------- |
| Управление образования города Боубелс | $1,332,000 | 9,39             | 57              | 9,93                |
|                                       |            |                  |                 |                     |
| Название школы                        | Тип школы  | Классы           | Кол-во учащихся | Кол-во учителей     |
| Начальная школа города Боубелс        | Начальная  | 0-6              | 26              | 5,17                |
| Высшая школа города Боубелс           | Высшая     | 7-12             | 31              | 4,76                |

## Экономика
Наибольшая занятость населения в отраслях: сельское хозяйство, нефтегазодобывающая промышленность, здравоохранение, управление и образование. 

## Транспорт
- Железнодорожная станция.
- Муниципальный аэропорт Боубелс.

## Полиция
За порядок и безопасность жителей города отвечает Офис шерифа округа Берк, в составе 5 приведённых к присяге сотрудников, и 1 гражданского служащего.